# Municipalità locale di Midvaal
Midvaal è una municipalità locale (in inglese Midvaal Local Municipality) appartenente alla municipalità distrettuale di Sedibeng della provincia del Gauteng in Sudafrica. 
In base al censimento del 2001 la sua popolazione è di 64.642 abitanti.
La sede amministrativa e legislativa è la città di Meyerton e il suo territorio si estende su una superficie di 1.725 km² ed è suddiviso in 10 circoscrizioni elettorali (wards). Il suo codice di distretto è GT422.

## Geografia fisica

### Confini
La municipalità locale di Midvaal confina a est con quelle di Dipaleseng (Gert Sibande/Mpumalanga) e Lesedi, a sud e a ovest con quella di Metsimaholo (Fezile Dabi/Free State), a ovest con quella di Emfuleni e  a nord con i municipi metropolitani di Johannesburg e Ekurhuleni.

### Città e comuni
- Alberton
- Daleside
- De Deur
- Highbury
- Meyerton
- Randvaal
- Suikerbosrand Natuurreservaat
- Vaal Marina
- Vereeniging
- Walkerville

### Fiumi
- Grootspruit
- Klip
- Natalspruit
- Rietspruit
- Suikerbosrant
- Vaal

### Dighe
- Bos Dam
- Vaal Dam